# Byrsonima glaberrima
Byrsonima glaberrima är en tvåhjärtbladig växtart som beskrevs av Franz Josef Niedenzu. Byrsonima glaberrima ingår i släktet Byrsonima och familjen Malpighiaceae. Inga underarter finns listade i Catalogue of Life.